# Красносакмарськ
Красносакма́рськ (рос. Красносакмарск) — присілок у складі Кувандицького міського округу Оренбурзької області, Росія.

## Населення
Населення — 28 осіб (2010; 26 у 2002).
Національний склад (станом на 2002 рік):
- росіяни — 96 %